# 小行星2415
小行星2415（2415 Ganesa）是一颗绕太阳运转的小行星，为主小行星带小行星。该小行星于1978年10月28日发现。
該小行星以印度神話的象頭神迦尼薩命名。

## 轨道参数
小行星2415的轨道半长轴为2.6599203 UA，离心率为0.04。